# Axinellida
Axinellida (лат.) — отряд губок из класса обыкновенных губок (Demospongiae).

## Описание
Цвет живой губки обычно оранжевый, жёлтый или тёмно-коричневый. Гетеросклероморфные губки (Heteroscleromorpha), у которых мегасклеры представлены стилями или тилостилями и оксами, в некоторых родах — акантостилями. Поверхность может быть гладкой, но обычно шиповатой из-за выступающих хоаносомальных стилусов, которые могут быть окружены пучками тонких окс, анизокс или стилей, образующих специализированный эктосомальный скелет. Микосклеры, если они присутствуют, представляют собой астры, акантоксы или рафиды. Скелет у некоторых видов состоит из жёсткой осевой части, обычно с обильным спонгином, и внешней, более мягкой внеосевой части.

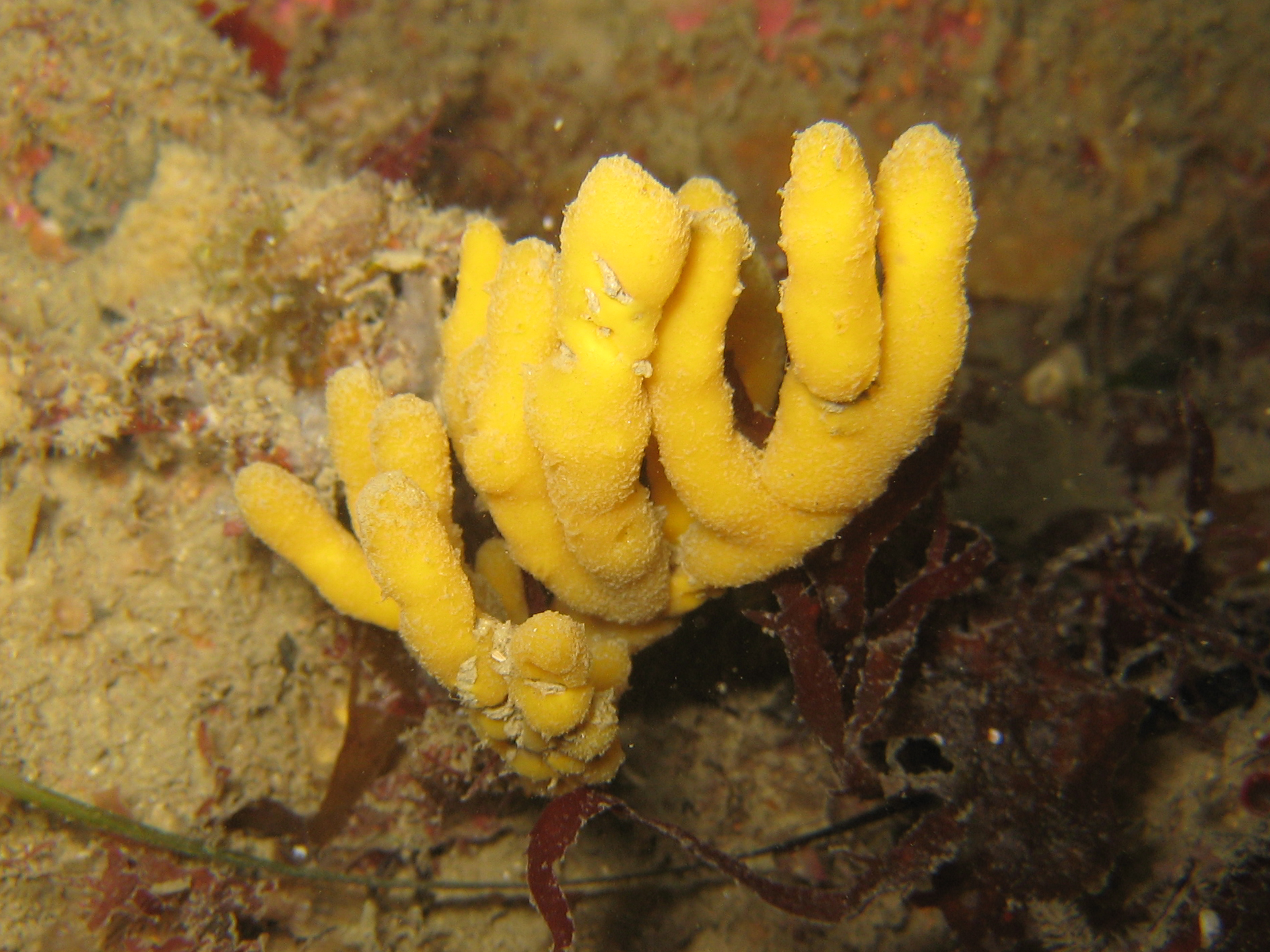
Axinella verrucosa
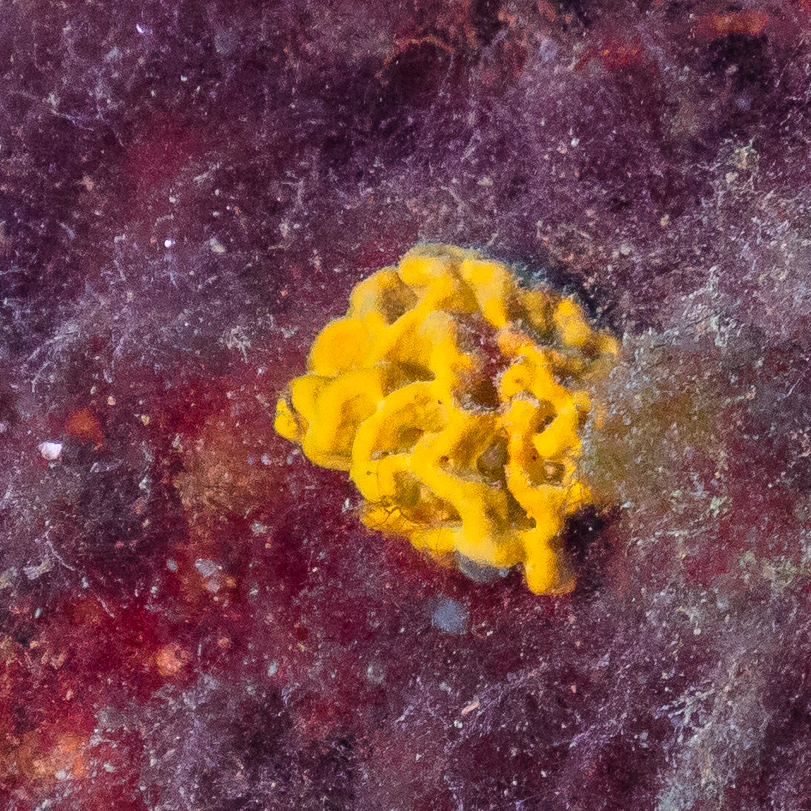
Axinella damicornis
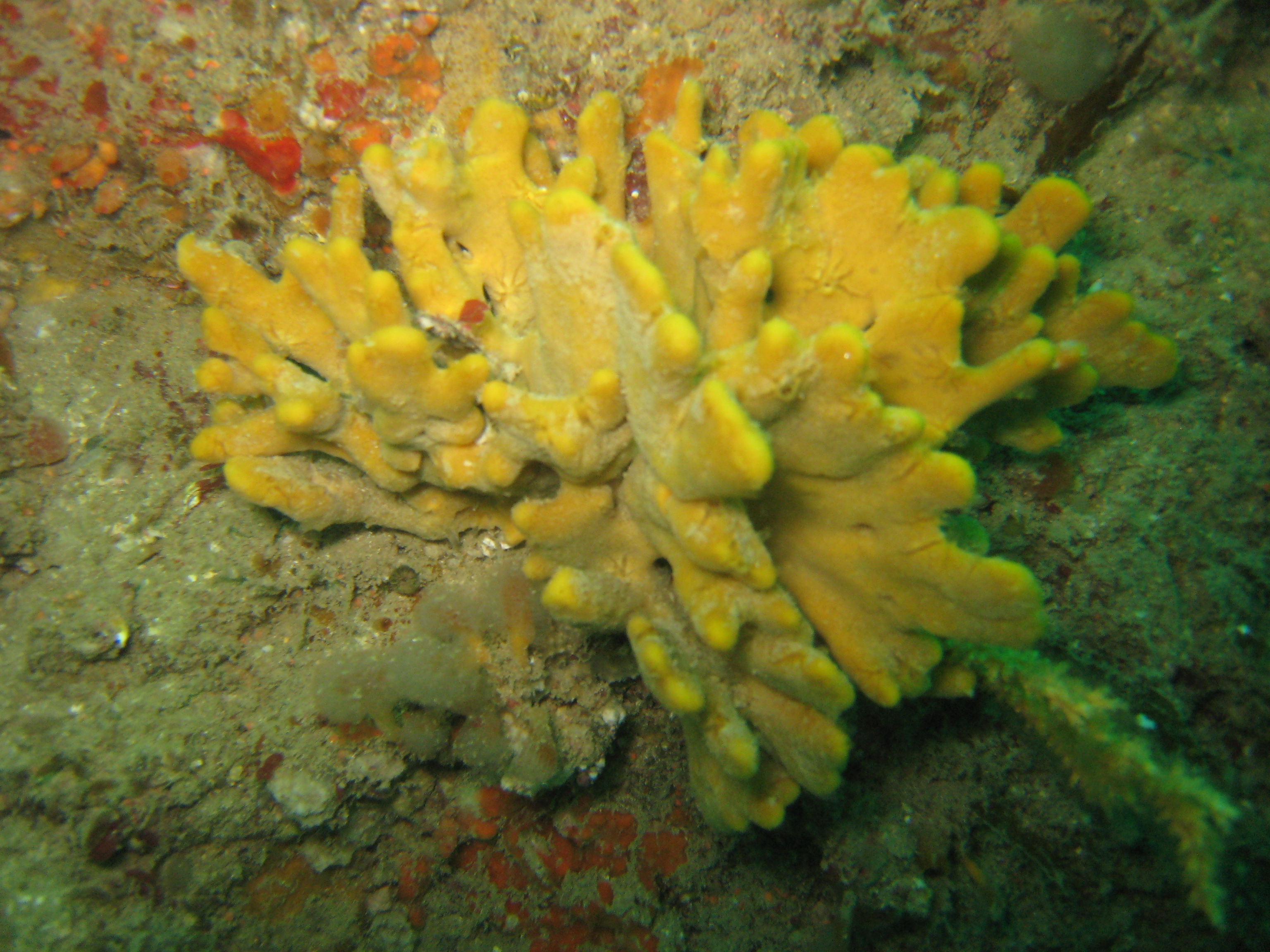
Axinella dissimilis
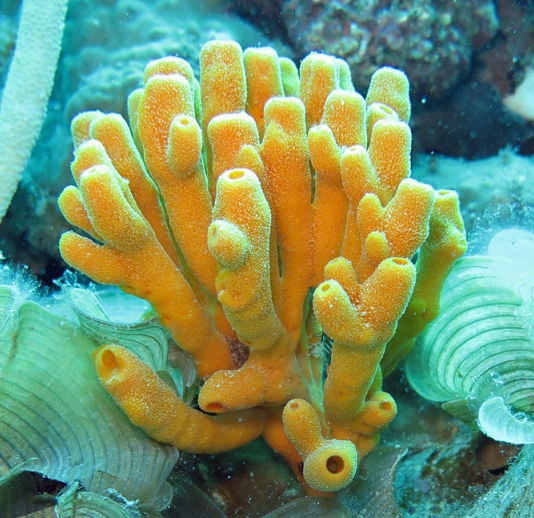
Pipestela candelabra

## Классификация
Включает около 500 видов. По состоянию на август 2023 года признаны 4 семейства. Порядок Axinellida был первоначально образован для семейств Axinellidae и Raspailiidae. В последующих публикациях Леви включил в этот порядок ещё семь семейств. Хотя содержание Axinellida изменилось по сравнению с формальным определением Леви (1973) и Бергквиста (1967; 1970), различные молекулярные исследования показали, что Axinellida содержит три из девяти семейств, которые были отнесены к этому порядку. Семейство Raspailiidae было перенесено из Poecilosclerida в этот порядок на основании многочисленных молекулярных исследований. Семейство Stelligeridae было возрождено Морроу с соавторами (2012) для включения бывших родов хадромерид (Stelligera, Paratimea) и халихондрид (Halicnemia, Higginsia). Ранее все 4 семейства включались в другие группы (разделены в 2015 году).
- Axinellidae Carter, 1875
- Heteroxyidae Dendy, 1905
- Raspailiidae Nardo, 1833
- Stelligeridae Lendenfeld, 1898